# فاريغ الرحلة 254
فاريغ الرحلة 254 طائرة بوينغ 737-241 كانت تحمل علي متنها 48 راكبا و6 من أفراد الطاقم في رحلة طيران من ساو باولو إلي بليم عبر برابا وأبرلانديا وغويانيا وبرازيليا وإمبيراتريز ومارابا.

## الأحداث
في 3 سبتمبر 1989 وبعد الإقلاع من مارابا كان الطاقم قد ضبط مؤشر الاتجاه علي إتجاه خاطئ بإنحراف 270 درجة وكان الطاقم والركاب لا يعرفون بإنهم يبتعدون عن المسار ويتجهون نحو وسط جنوبي غابة الأمازون وقال أحد الركاب كارلوس سيكويرا البالغ من العمر 23 عاما «ألا يجب أن نهبط في بليم الآن» وأثناء المباراة بين البرازيل ضد تشيلي قبل ثلث ساعة من نهاية المباراة كان علم محترق أصاب لاعب تشيلي ولكن لم يصاب وكذب لأنه قطع قاعدة دماغه بسكين ليزر وبعد 3 ساعات و20 دقيقة من الرحلة المتجهة بعيدآ عن المسار في الساعة 8:45 مساءآ بتوقيت البرازيل تحطمت الطائرة بهبوط بدون عجلات بوسط جنوبي غابة الأمازون علي بعد 60 كم (37.5 ميل) شمالي شرق ساو جوزيه دو شنجو وعلي بعد 1050 ميل (1690 كم) شمالي غرب ريو دي جانيرو وأنفصلت قطع الطائرة لأربعة أجزاء ومات 7 ركاب أثناء التحطم ومات 5 ركاب بسبب إنتظار الإنقاذ ومات راكب واحد بعد مجئ الإنقاذ فيما بعد ونجا 41 شخصا من بينهم الكابتن سيزار أوغستو بادولا غارسيز البالغ من العمر 32 عاما والمساعد أول نيلسون دي سوزا زيلي البالغ من العمر 29 عاما وجميع المضيفات الأربعة والراكب كارلوس سيكويرا.
في الصباح التالي بعد يوم الحادثة كان الراكب كارلوس سيكويرا يبحث عن الماء بينما الطيار سيزار أوغستو بادولا غارسيز يبحث عن الطعام وأضطر بعض الركاب والطاقم للتبول خارج بدن الطائرة الأساسي وقرر الكابتن سيزار أوغستو بادولا غارسيز وبعض الركاب البحث عن النجدة وبعد يومين من الحادثة في 5 سبتمبر 1989 بعد 44 ساعة من التحطم عند حوالي الساعة 4:45 صباحا بتوقيت البرازيل وجدوا منزلا يبعد 12 كم عن موقع التحطم وأتصل أفرادها بالشرطة البرازيلية وتمكنوا من إنقاذ 42 شخصا وكان قد جرح 34 شخصا من بينهم المساعد أول نيلسون دي سوزا زيلي وبعد 12 شهرآ ونصف من الحادثة كان سبب الحادث خطأ ملاحي بسبب ضبط مؤشر الاتجاه علي إتجاه خاطئ وفقدان قوة المحركات بسبب نفاذ الوقود وخطأ الطيار بسبب الأستماع لمباراة البرازيل ضد تشيلي من الراديو والإتجاه نحو غروب الشمس وكان النهر الذي يتبعوه ليس نهر الأمازون بل نهر شنجو وغيرت خرائط الإتجاهات ومسار تحليق الرحلات وتغطية الخرائط البلاد ومطاراتها كلها إذا كانت مفقودة.